# Йоэнсен, Оули
О́ули Х́ери Йо́энсен (фар. Óli Heri Joensen; род. 23 июля 1961 года в Тофтире, Фарерские острова) — бывший фарерский футболист, защитник, выступавший за клубы «Б68» и «Фрам».

## Биография
Воспитанник тофтирского футбола. Оули дебютировал за «Б68» 26 апреля 1981 года в матче против клаксвуйкского «КИ». Всего в своём первом сезоне на взрослом уровне он принял участие в 9 встречах фарерского первенства. Оули никогда не был основным игроком тофтирцев, в основном выходя на замену за 15-20 минут до окончания матча. В 1982 году он сыграл в 10 матчах чемпионата, после чего стал появляться на поле всё реже. В следующем году Оули 5 игр, а в чемпионских сезонах 1984 и 1985 годов отыграл 5 и 6 встреч соответственно. Затем он перешёл во вторую команду клуба и стал её капитаном. В 1995 году Оули ушёл из «Б68 II» в столичный «Фрам», в составе которого провёл три сезона, после чего оставил футбол.
В 1993—1995 годах Оули совмещал карьеру игрока с судейством в низших фарерских дивизионах, суммарно отсудив 15 футбольных матчей в качестве главного арбитра от клуба «Б68».

## Достижения

### Командные
«Б68»
- Чемпион Фарерских островов (2): 1984, 1985

 «Б68 II»
- Победитель второго дивизиона (1): 1992